# Merike Õim

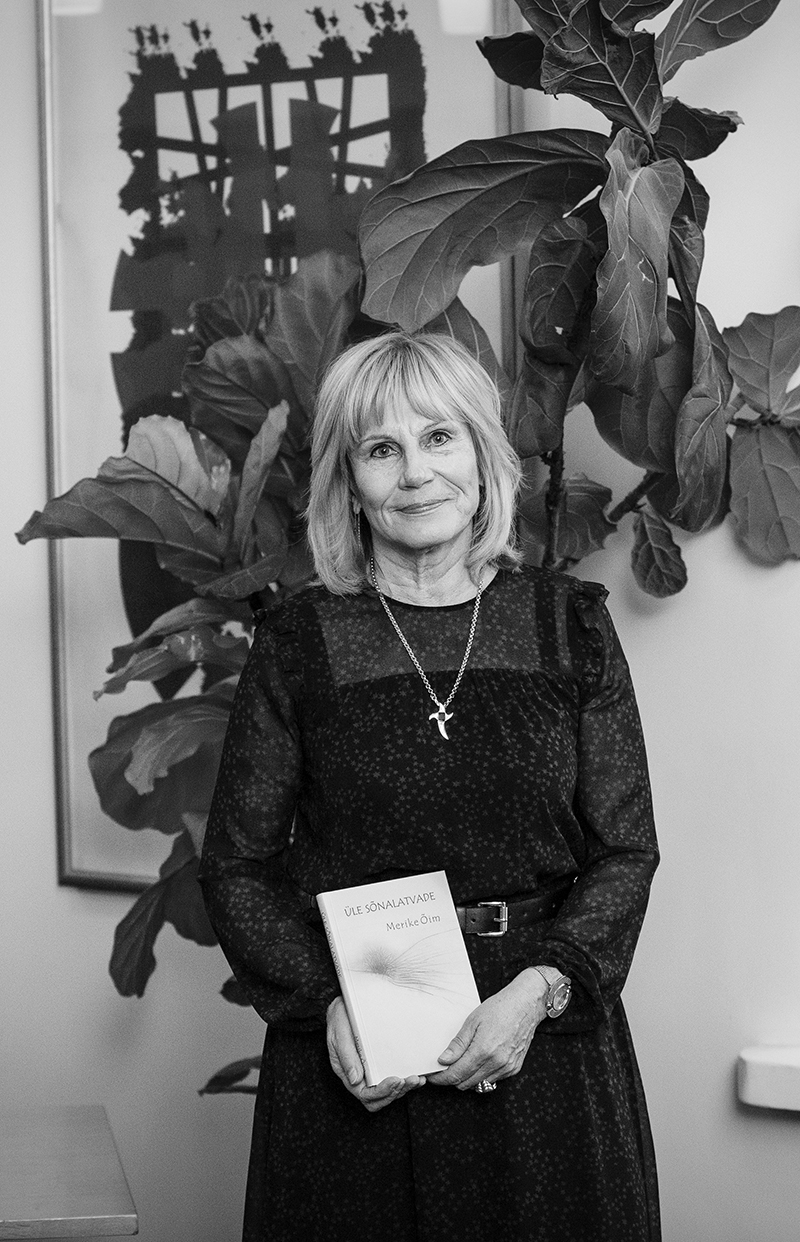
Merike Õim (2020)

Merike Õim (* 9. Juli 1951 in Tallinn) ist eine estnische Dichterin.

## Leben
Merike Õim machte 1970 in Tallinn Abitur und studierte anschließend an der Pädagogischen Hochschule Tallinn Ökonomie. Nach ihrem Abschluss 1975 arbeitete sie im Süßwarenunternehmen Kalev.

## Werk
Õim veröffentlichte ihre ersten Gedichte 1983 in einer Zeitung und legte 1985 ihren ersten Gedichtband vor. Dieser wurde von der Kritik nahezu einhellig verrissen: Es handele sich um ein „Buch vor dem Debüt, eine Probebuch“, es fehle sowohl „Professionalität als auch schöpferischer Individualismus“, die Persönlichkeit der Autorin sei „verschwommen“ und „unbestimmt“. Danach folgte eine dreißigjährige Pause, während der man nichts von der Dichterin hörte. Seit 2015 publizierte sie jedoch wieder in rascher Folge weitere Gedichtbände, die von der Kritik wesentlich positiver aufgenommen und regelmäßig besprochen wurden. Nun lobte die Kritik, dass es der Autorin gelungen sei, „ihr ganzes Leben in ein kleines Büchlein zu stecken.“ Zudem hat sie 2020 mit Über die Wortwipfel vermutlich den ersten Gedichtband auf Estnisch herausgebracht, der ausschließlich aus Tankas besteht.

## Bibliografie
- Väljakuid ja võlvikäike ('Plätze und Torbögen'). Tallinn: Eesti Raamat 1985. 46 S.
- Kõiksuse jälg. Luuletusi alates kaheksakümnendatest ('Die Spur des Universums. Gedichte seit den Achtzigern'). [Tallinn]: Menu 2015. 152 S.
- Kirja vahetaja ('Vermittler des Briefs'). [Tallinn]: Menu 2017. 116 S.
- Nähtamatu pühendus ('Unsichtbare Widmung'). [Tallinn]: Menu Kirjastus 2019. 149 S.
- Üle sõnalatvade ('Über die Wortwipfel'). [Tallinn]: Menu Kirjastus 2020. 120 S.

## Sekundärliteratur
- Jüri Kiis: Seljaga tundmine, in: Looming 1/1986, S. 121–122.
- Kristiina Ross: Professionaalsusest, loovast algest ja muust, in: Keel ja Kirjandus 4/1986, S. 236–237.
- Julius Ürt: Püüdlus luuletada, in Sirp & Vasar 24. Januar 1986, S. 5.
- Maria Lee: Vaimsust külastav kõiksuse jälg, in: Looming 7/2016, S. 1041–1043.
- Rein Põder: Pikk tagasitulek, in: Looming 11/2017, S. 1681–1682.
- Tõnu Õnnepalu: Merike Õimu vabanemised, in: Looming 9/2019, S. 1348–1350.
- Mathura: Vormi ja vabaduse vahel, in: Looming 12/2020, S. 1759–1760.